# Anne Boleyn
Anne Boleyn (försvenskat Anna Boleyn), född 1501 på Blickling Hall i Norfolk, död 19 maj 1536 i Towern (avrättad), var drottning av England från 1533 fram till två dagar före sin död. Hon var kung Henrik VIII:s av England andra maka och mor till Elisabet I av England. Genom sitt giftermål med Henrik kom hon också att bli en nyckelfigur i den politiska och religiösa omvälvning som inledde den engelska reformationen. Hon var dotter till Sir Thomas Boleyn och hans maka Lady Elizabeth Howard, och därmed mer högadlig än både Jane Seymour och Catherine Parr, två av Henrik VIII:s senare gemåler. Hon utbildades i Frankrike, främst som hovdam hos Frans I:s gemål drottning Claude. Därefter återvände hon till England 1522.
Två år senare förälskade sig Henrik VIII i henne och inledde sin uppvaktning. Anne stod emot hans försök att förföra henne och göra henne till sin älskarinna, som hennes syster Mary hade varit. Henrik försökte annullera sitt äktenskap med Katarina av Aragonien, så att han i stället skulle kunna gifta sig med Anne. När det stod klart för honom att påven Clemens VII inte skulle godkänna denna annullering inleddes den religiösa brytningen mellan England och den Romersk-katolska kyrkan. 1532 upphöjde Henrik VIII henne till Markisinna av Pembroke.
Ärkebiskopen av York Thomas Wolsey avsattes från sin post som lordkansler, en avsättning som Anne påstods ligga bakom, och senare utsågs familjen Boleyns kaplan, Thomas Cranmer, till William Warhams efterträdare i Canterbury. Bröllopet mellan Henrik och Anne ägde rum den 25 januari 1533. Det dröjde dock fyra månader, till den 23 maj samma år, innan Cranmer offentligt ogiltigförklarade äktenskapet mellan Henrik och Katarina. Fem dagar senare förklarade han äktenskapet mellan Anne och Henrik giltigt. Kort därefter blev Henrik och ärkebiskopen bannlysta av påven. Till följd av äktenskapet bröt engelska kyrkan med Rom och kom i stället under kungens kontroll.
Anne kröntes till drottning av England den 1 juni 1533. Senare samma år, den 7 september, födde hon en flicka, som senare skulle komma att bli Elisabet I. Anne och Henrik fick ingen manlig tronarvinge, och två år efter bröllopet försökte man ersätta henne. Trots att bevisen troligtvis var arrangerade i en politisk kupp för att avsätta henne, anklagades Anne Boleyn 1536 för äktenskapsbrott, incest och högförräderi. Hon halshöggs på Towern den 19 maj samma år. Hennes tid som drottning varade i tusen dagar. Efter dottern Elisabets kröning vördades Anne som den engelska reformationens martyr och hjältinna, särskilt i John Foxes verk. Under århundradena har Anne Boleyn inspirerat till eller omnämnts i åtskilliga verk. Hon har kommit att kallas ”den mest inflytelserika och betydelsefulla regentgemålen England någonsin haft”.

## Ungdomsåren (1501–1522)

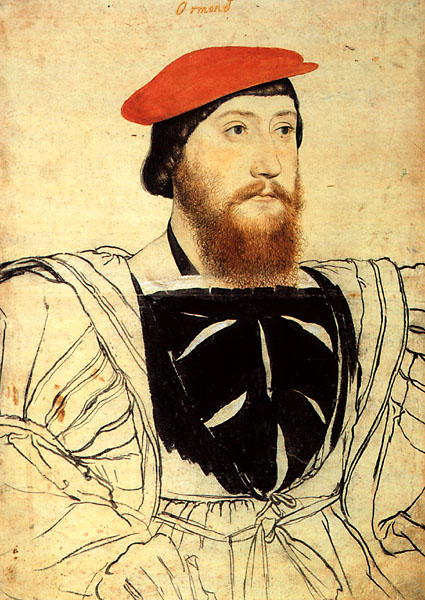
Annes far, Thomas Boleyn, porträtterad av Hans Holbein den yngre.

Anne var dotter till Sir Thomas Boleyn (senare förste earl av Wiltshire och förste earl av Ormonde) och hans maka Lady Elizabeth Howard, dotter till hertig Thomas Howard av Norfolk. Thomas Boleyn var en respekterad och språkbegåvad diplomat, som var en av kung Henrik VII:s gunstlingar, och han skickades på många diplomatiska uppdrag utomlands. Det är omöjligt att fastställa när Anne föddes, på grund av att det inte nedtecknats i församlingsregistren och samtida uppgifter är motsägelsefulla. En italiensk historiker menade år 1600 att hon var född 1499, medan Thomas Mores svärson William Roper menade att hon var född 1512. Det är även oklart när hennes två syskon föddes, men det verkar som om systern Mary var äldre. Marys barn var dock säkra på att deras mor hade varit den äldre av systrarna. Marys sonson gjorde anspråk på en Ormondetitel 1596, grundat på att hon skulle ha varit den äldre dottern, vilket Elisabet I accepterade. Deras bror George föddes omkring 1504. Som barn kallades Anne för Nan i familjen.
Den akademiska debatten kring Annes födelsedatum kretsar kring två olika nyckelår: 1501 och 1507. Eric Ives, en brittisk historiker och jurist, förespråkar årtalet 1501 medan Retha Warnicke, en amerikansk forskare som också skrivit en biografi över Anne, föredrar 1507. Nyckelbeviset är ett brev, som Anne skrev omkring 1514. Hon skrev det på franska till sin far, som bodde i England, medan Anne utbildade sig i Nederländerna. Ives menar att brevets stil och dess mogna handstil visar att Anne måste ha varit omkring tretton år då det skrevs. Han menar även att det var kring minimiåldern för att bli hovdam, vilket Anne var till Margareta av Österrike. Detta stöds av en krönika från slutet av 1500-talet, som uppger att Anne var tjugo år då hon återvände från Frankrike. Detta bestrids av Warnicke i flera böcker och artiklar, men bevisen stöder inte uteslutande det ena eller det andra årtalet.

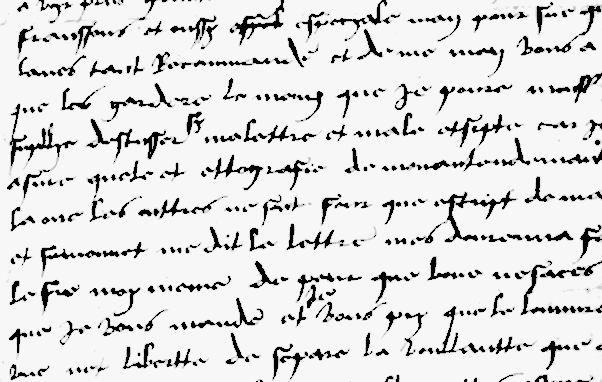
Ett brev som Anne skrev omkring 1514 har spelat stor roll i den akademiska debatten kring hennes födelseår.

Årtalet 1507 accepterades i katolska kretsar och William Camden skrev något som kan tolkas antingen som 1501 eller 1507 i marginalerna på sin Miscellany. År 1507 föredrogs i allmänhet fram till slutet av 1800-talet; på 1880-talet föreslog Paul Friedmann årtalet 1503. Konsthistorikern Hugh Paget var 1981 den första som placerade Anne Boleyn vid Margareta av Österrikes hov.
Bland Annes förfäder fanns en borgmästare i London, en hertig, en earl, två adelsdamer och en riddare. En av dem, Geoffrey Boleyn, hade varit ullhandlare innan han blev borgmästare. Familjen Boleyn kom ursprungligen från Blickling i Norfolk, ungefär 24 km norr om Norwich. När Anne föddes hörde familjen Boleyn till de mest respekterade i den engelska adeln. På mödernet var hon släkt med Howards, som var en av de främsta släkterna i landet. Hon var av ädlare börd än exempelvis Jane Seymour och Catherine Parr, två av Henrik VIII:s senare gemåler Namnet Boleyn kunde stavas på olika sätt. Ibland skrevs det som Bullen, därav tjurhuvudena som utgjorde en del av hennes familjevapen. Vid Margaretas av Österrike hov listades hon som Boullan. Själv signerade hon sina brev till fadern med Anna de Boullan.

### Nederländerna och Frankrike

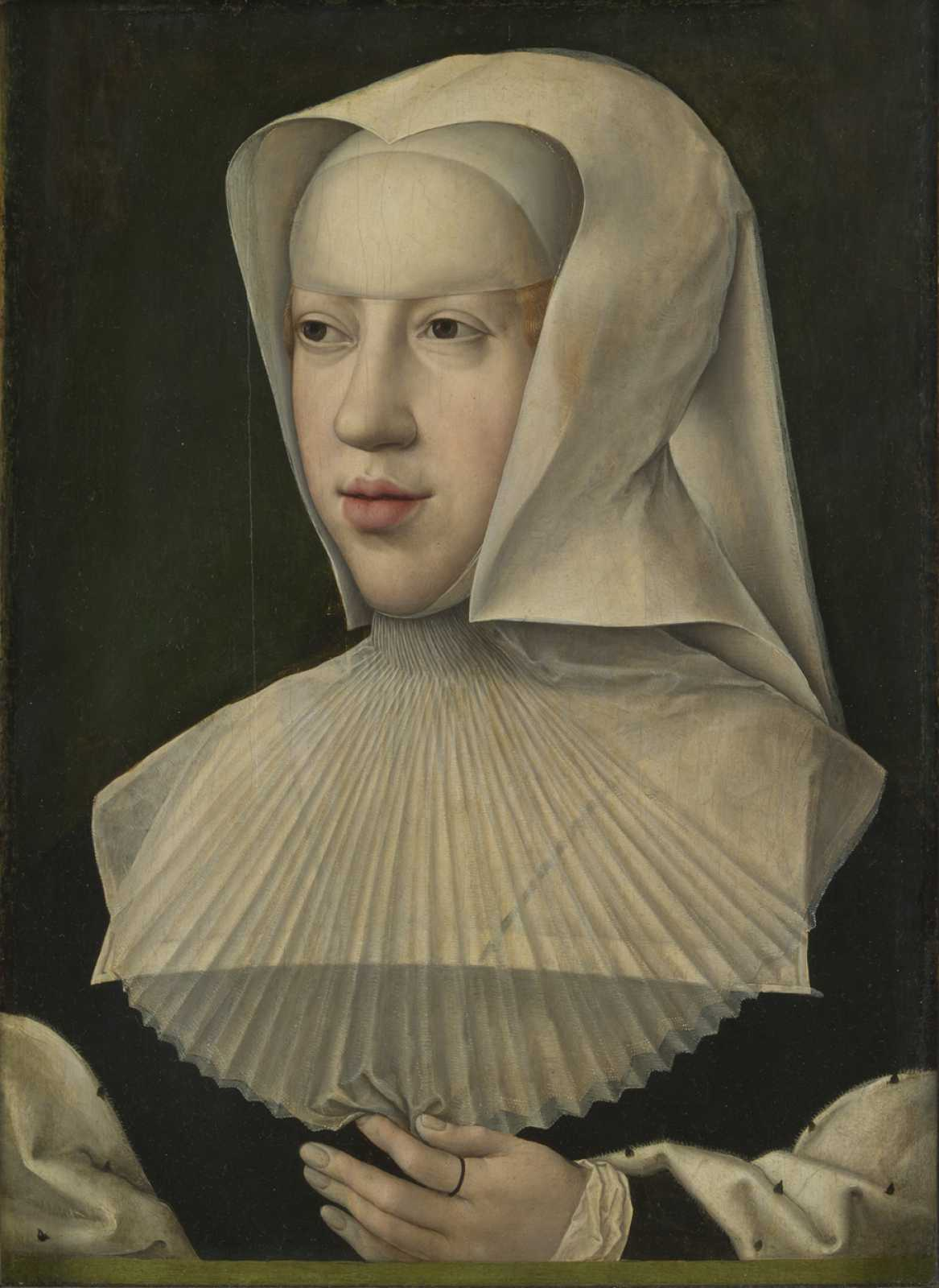
Ärkehertiginnan Margareta av Österrike uppskattade den unga Anne Boleyn.

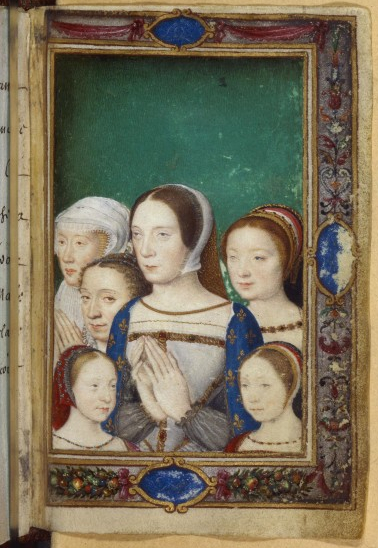
Anne tjänade i Claudes av Frankrike hushåll i sju år.

Annes far fortsatte sin diplomatiska karriär under Henrik VIII:s regering. I Europa hade han många beundrare, däribland ärkehertiginnan Margareta av Österrike, dotter till den tysk-romerske kejsaren Maximilian I. Under denna tid styrde hon Nederländerna å sin fars vägnar och imponerades så av Boleyn att hon erbjöd hans dotter en plats i sitt hushåll. Vanligtvis var en flicka tvungen att vara minst 12 år, för att kunna ta emot en sådan ära, men Anne kan ha varit yngre, eftersom ärkehertiginnan kallade henne ”la pettite Boulain [sic]”. Anne gjorde ett gott intryck i Nederländerna med sitt uppförande och sin flitighet. Margareta menade att hon var vältalig och behaglig för sin unga ålder (”son josne eaige”). Anne bodde hos Margareta från våren 1513 till dess att hennes far sände henne för att tjäna hos Henrik VIII:s syster Maria Tudor efter hennes bröllop med Ludvig XII av Frankrike i oktober 1514.
I Frankrike blev Anne först hovdam hos drottning Maria och sedan hos den då 15-åriga drottning Claude, hos vilken hon stannade i sju år. I drottningens hushåll studerade hon franska och blev intresserad av mode och religionsfilosofi. Hon lärde sig även fransk kultur och etikett. Hon lärde känna Frans I:s syster Margareta av Navarra, som var beskyddare för humanister och reformatörer. Hon var även författare och uppmuntrade Annes intresse för lyrik och litteratur. Annes utbildning i Frankrike visade sig vara värdefull, och kom senare att inspirera kvinnor i England. William Forrest, som skrev en samtida dikt om Katarina av Aragonien, skrev uppskattande om Annes danskunskaper.
Anne var charmerande mot alla som träffade henne, även om åsikterna om hur attraktiv hon var går isär. Marino Sanuto, en dagboksförfattare från Venedig, som såg Anne då Henrik VIII träffade Frans I i Calais i oktober 1532, beskriver henne som ”inte en av de vackraste kvinnorna i världen, hon var av medellängd, hade svartmuskig hy, lång hals, bred mun, bysten var inte särskilt högt lyft … ögon, vilka är svarta och vackra.” Simon Grynée skrev 1531 till Martin Bucer att Anne var ”ung, vacker med ganska mörk hy”. Lancelot de Carles menade att hon var ”vacker med en elegant figur”, och en venetianare i Paris skrev 1528 också att hon sades vara vacker. Den beskrivning av Anne som har fått störst genomslag, men även är den minst trovärdiga, skrevs av historikern och polemikern Nicholas Sanders 1586, ett halvsekel efter hennes död: ”Anne Boleyn var ganska lång, med svart hår, och ett ovalt ansikte med gulblek hy, som om hon hade gulsot. Hon hade en utstående tand under överläppen och på sin högra hand hade hon sex fingrar. Hon hade en stor cysta under hakan och för att dölja detta bar hon kläder som dolde halsen … Hon var vacker att se på, med en söt mun.” Sanders beskrivning bidrog till vad Eric Ives kallar Anne Boleyns ”monsterlegend” Även om hans detaljer var påhittade har de legat till grund för beskrivningar av Annes utseende även i vissa moderna läroböcker.
Annes erfarenheter i Frankrike gjorde henne till en hängiven kristen inom den nya renässanshumanismen. Hon skulle senare komma att ha den reformistiska åsikten att påvedömet hade korrumperat kristenheten, men hennes konservativa tendenser kunde ses i hennes hängivenhet för Jungfru Maria. Hennes far återkallade henne till England, och hon lämnade Calais i januari 1522.

## Vid Henrik VIII:s hov (1522–1533)

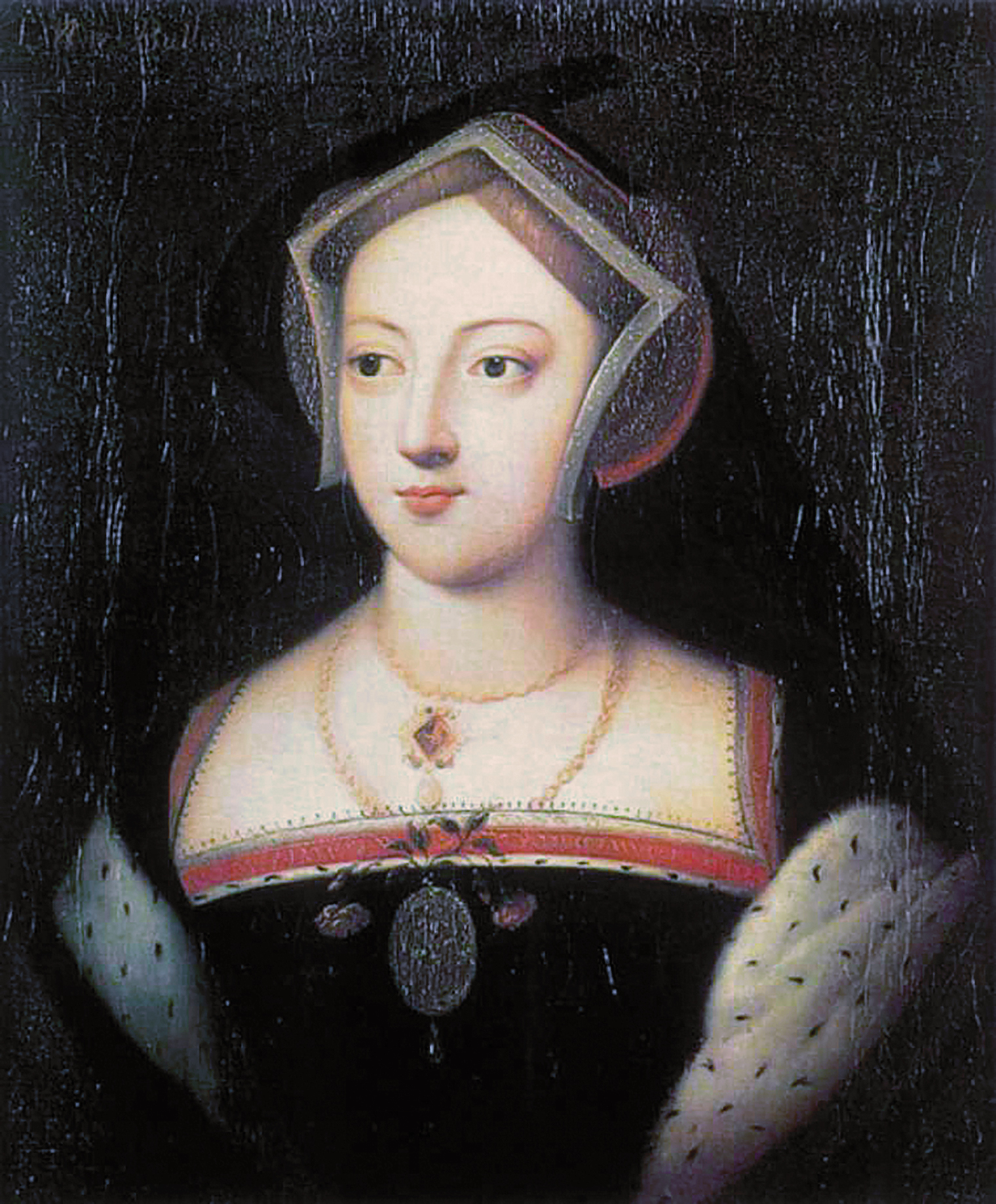
Annes syster Mary Boleyn.

Anne kallades till England för att hon skulle giftas bort med sin irländske kusin James Butler, en ung man ungefär i hennes egen ålder, som vistades vid det engelska hovet. Deras äktenskap var avsett att försöka att lösa en konflikt angående titeln och ägorna för Earlen av Ormond. Den 7:e earlen av Ormond avled 1515 och efterlämnade två döttrar, Margaret Boleyn och Anne St. Leger, som arvtagare. På Irland, bestred en avlägsen släkting, Sir Piers Butler, testamentet och gjorde anspråk på titeln själv. Sir Thomas Boleyn, som var son till den äldsta av dessa döttrar, ansåg att titeln tillhörde honom, och hans svåger, hertigen av Norfolk, talade med kungen om detta. Henrik var orolig att frågan skulle kunna bli en gnista som satte igång ett inbördeskrig på Irland, och ville lösa frågan genom ett äktenskap mellan Piers' son James och Anne Boleyn. Hennes ormondarv skulle utgöra hemgiften och därmed skulle konflikten lösas. Detta misslyckades, kanske för att Sir Thomas hade hoppats att dottern skulle göra ett bättre gifte. Oavsett orsaken avstannade förhandlingarna. James Butler kom senare att gifta sig med Lady Joan FitzGerald, dotter till Thomas FitzGerald, 11:e earlen av Desmond, och dennes hustru Katherine Desmond.
Annes äldre syster Mary Boleyn hade i slutet av 1519 hemkallats från Frankrike, uppenbarligen på grund av hennes relationer med den franske kungen och hans hovmän. Hon gifte sig med William Carey, en lägre adelsman, på Greenwich i februari 1520. Henrik VIII var med på bröllopet och kort därefter blev Mary hans mätress. De flesta historiker, främst Dr. Eric Ives, avvisar idén att kungen skulle varit far till Mary Boleyns barn. De föddes långt efter att deras relation var över och då Henrik i stället hade börjat intressera sig för Anne. Han erkände inte faderskapet, såsom han gjorde med Henry Fitzroy, sin utomäktenskapliga son med älskarinnan Elizabeth Blount.

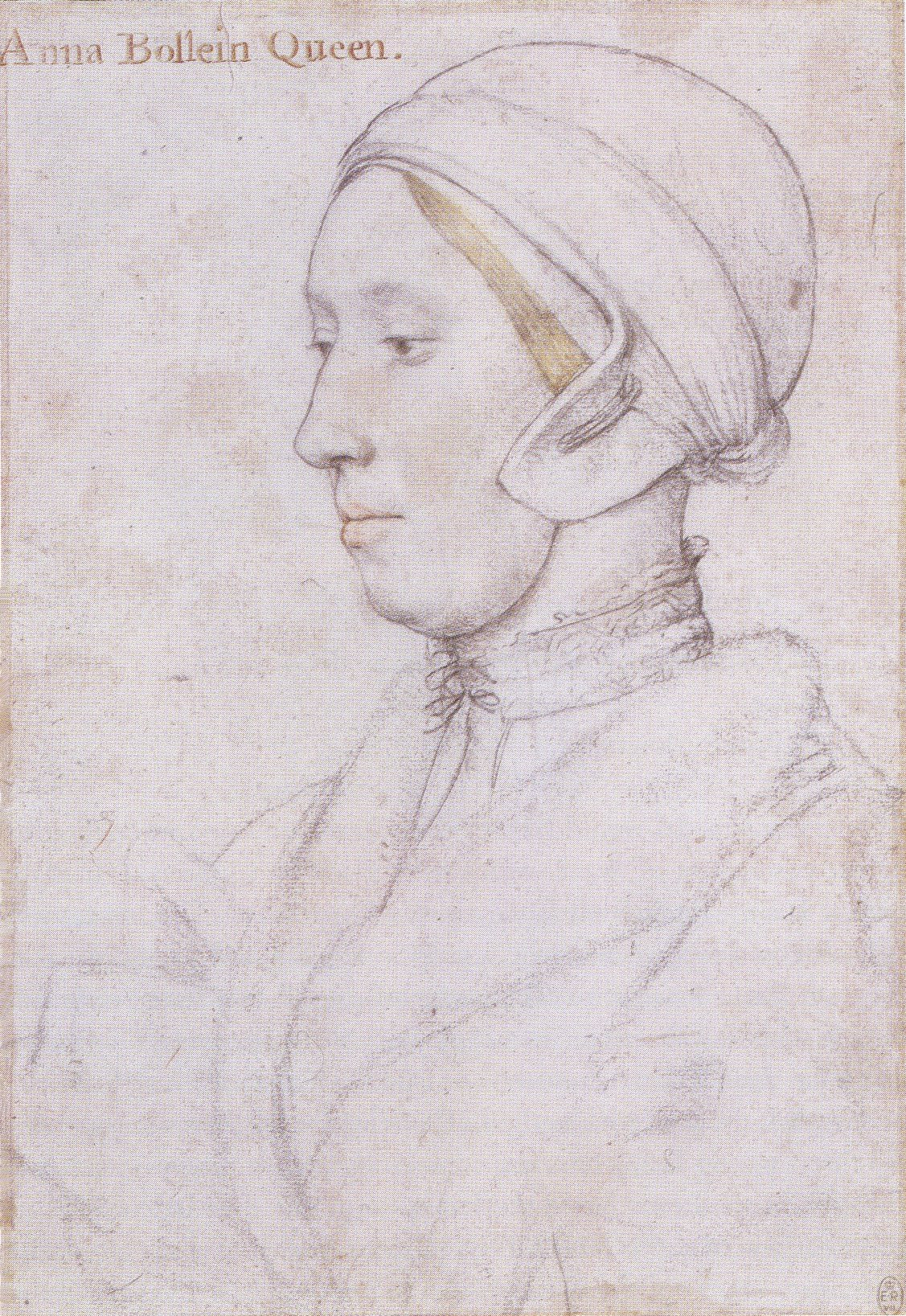
Portrait of a Woman (Porträtt av en kvinna), med texten ”Anna Bollein Queen” (Anna Bollein Drottning), av Hans Holbein den yngre, cirka 1532–36. Forskare är mycket oeniga om huruvida detta är ett porträtt av Anne eller ej. En teori är att porträttet föreställer en av hennes kusiner, en syster till Thomas Wyatt.

Anne spelade rollen som ”ihärdighet” i en dans 4 mars 1522 i en föreställning för de kejserliga ambassadörerna, tillsammans med Henriks syster Mary och flera andra hovdamer. De bar alla klänningar i vit satin med guldbroderier. Hon sågs snart som en av de mest eleganta kvinnorna vid hovet och flera unga män tävlade om henne.
Den amerikanska historikern Retha M. Warnicke menar att Anne var den perfekta hovdamen, att hon hade en graciös hållning, var bra på att dansa, hade vackra franska kläder och vacker sångröst, kunde spela flera instrument, däribland luta, samt talade dessutom flytande franska. Hon var en intelligent och kvick ung adelsdam, som lockade folk att konversera med henne och roade dem så att hon hamnade i centrum vid alla sammankomster.
Under denna tid uppvaktades Anne av Henry Percy, son till earlen av Northumberland, och ingick en hemlig trolovning med honom. Thomas Wolseys betjänt George Cavendish hävdar att de inte var älskande. Det verkar därför inte troligt att de hade någon sexuell relation. Percys far gav dem dock inte sitt godkännande och trolovningen bröts. Anne skickades från hovet till familjens ägor på landsbygden, men det är okänt hur länge. Då hon återvände fortsatte hon i Katarinas av Aragonien tjänst.
Den framstående hovskalden Sir Thomas Wyatt växte upp på Allington, ett gods som gränsade till familjen Boleyns Hever Castle.  Wyatt hade lämnat sin hustru och obevisade romantiska legender om Anne och honom överflödar, särskilt i skriverier av Wyatts sonson. Det påstås att en del av poesin som tillskrivs Wyatt inspirerades av deras förhållande och att det är Anne han beskriver i sonnetten Whoso List to Hunt, som ouppnåelig, viljestark, och tillhörande kungen: ”noli me tangere for Caesar’s I am/And wild for to hold though I seem tame”. 1526 förälskade sig kung Henrik i henne och inledde sin uppvaktning.
Anne stod emot kungens försök att förföra henne och göra henne till sin älskarinna och hon lämnade ofta hovet och reste till Hever. Inom ett år friade han dock till henne och hon accepterade. Båda trodde att hans äktenskap med Katarina skulle gå att annullera inom några månader. Det finns inget som tyder på att de hade någon sexuell relation förrän strax innan de gifte sig, tvärtom visar Henriks kärleksbrev till Anne att relationen inte fullbordats under större delen av den sju år långa uppvaktningen. Att de skulle ha haft en sexuell relation tidigare betraktas numera som en del av den smutskastningskampanj, som sattes igång för att förstöra Annes rykte efter hennes död.

### Henriks annullering

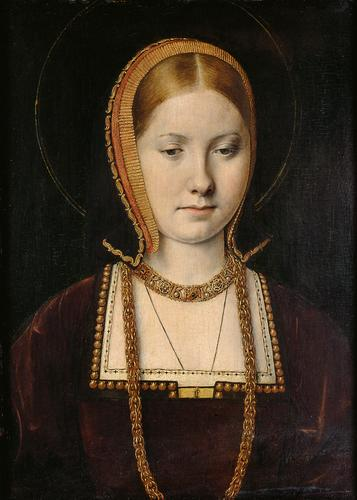
Förmodat porträtt av Katarina av Aragonien, Henriks första gemål och drottning.

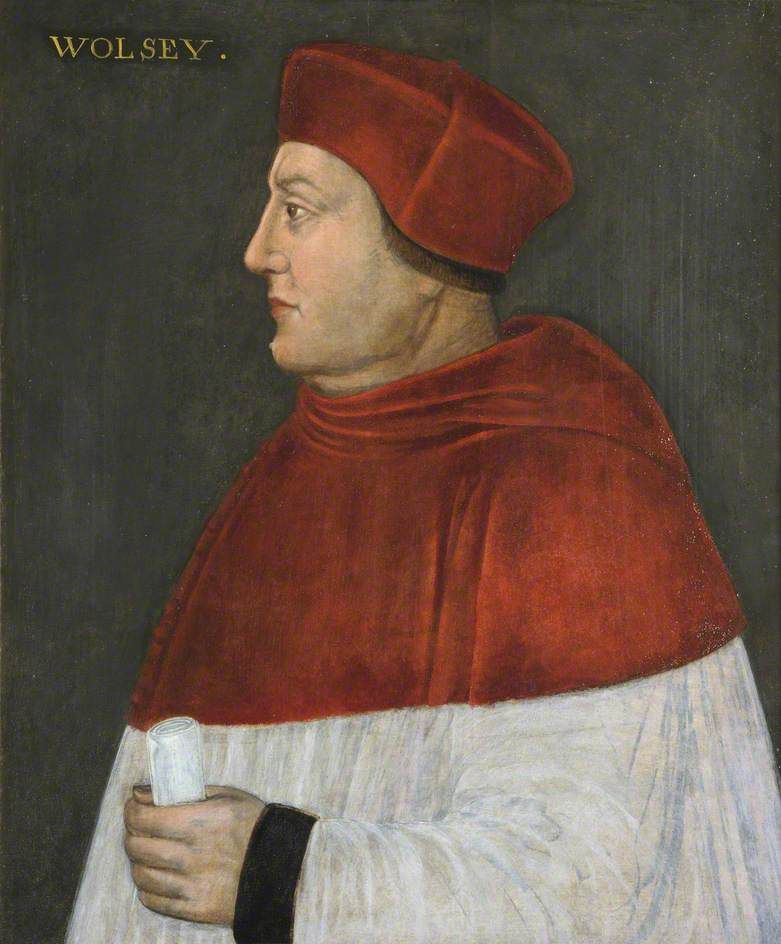
Kardinal Wolsey avsattes 1529 och avled 1530.

Det är möjligt att tanken på en annullering, inte skilsmässa, hade slagit Henrik tidigare, med tanke på hans längtan efter en legitim son. Innan hans far, Henrik VII, besteg tronen, hade ”Rosornas krig” härjat England på grund av olika tronanspråk, och han ville undvika att en sådan situation skulle uppstå igen. Han hade inga legitima söner; alla hans och Katarinas barn, förutom Maria, avled som spädbarn.
1528 utbröt sjukdomsepidemin engelska svetten och många drabbades. I London var dödstalen höga och hovet skingrades. Henrik lämnade London och flyttade runt i riket. Anne drog sig tillbaka till Hever, men drabbades också av sjukdomen och hennes svåger William Carey avled. Henrik skickade sin egen läkare till Hever Castle, för att låta ta hand om henne, och kort därefter tillfrisknade hon. Henrik längtade efter att få sitt äktenskap annullerat. Han berättade till en början inget om sina planer angående Anne för Kardinal Wolsey, och hoppades att annulleringen skulle kunna godkännas genom en vädjan till påven. Kungens sekreterare William Knight sändes till påven Klemens VII, för att få en annullering av Henriks äktenskap med Katarina till stånd. Man hävdade att den påvliga dispensbulla, som hade utfärdats av Julius II, för att de en gång i tiden skulle kunna gifta sig, hade utfärdats på falska grunder.
Eftersom påven vid denna tid var fånge hos den tysk-romerske kejsaren Karl V hade Knight vissa svårigheter att få träffa honom. Han återvände med en dispens med vissa villkor, som Wolsey menade var tekniskt otillräcklig. Henrik hade nu inget annat val än att lämna frågan i Wolseys händer och denne gjorde allt han kunde för att beslutet skulle fattas till Henriks favör. Eftersom påven Klemens VII stod under Karl V:s kontroll gav han inte Henrik någon annullering. Påven förbjöd Henrik att gifta sig igen utan att beslut hade fattats i Rom. Wolsey hade många fiender och han avsattes från sitt ämbete 1529 och Henrik lät arrestera honom på grund av praemunire. Om han inte hade avlidit i sjukdom 1530 är det möjligt att han avrättats för förräderi. Ett år senare bannlystes drottning Katarina från hovet och hennes kammare överläts till Anne.
Folket stod dock på drottning Katarinas sida. Under en höstkväll 1531, efter att ha ätit middag på en herrgård vid Themsen, blev Anne nästan överfallen av en grupp arga kvinnor, men lyckades fly med båt. Anne Boleyn agerade ofta självständigt och kunde även utan Henrik godkänna petitioner, ta emot diplomater och styra utnämningar. När ärkebiskopen av Canterbury William Warham avled 1532 efterträddes han av familjen Boleyns kaplan, Thomas Cranmer, vilket godkändes av påven.
Den engelska brytningen med Rom skedde steg för steg. År 1532 lade Thomas Cromwell fram en mängd lagförslag för det engelska parlamentet, däribland Supplication against the Ordinaries och Submission of the Clergy, vilka erkände kunglig överhöghet över kyrkan. Till följd av detta avgick Thomas More som kansler och Cromwell blev Henriks främste rådgivare.

### Äktenskap

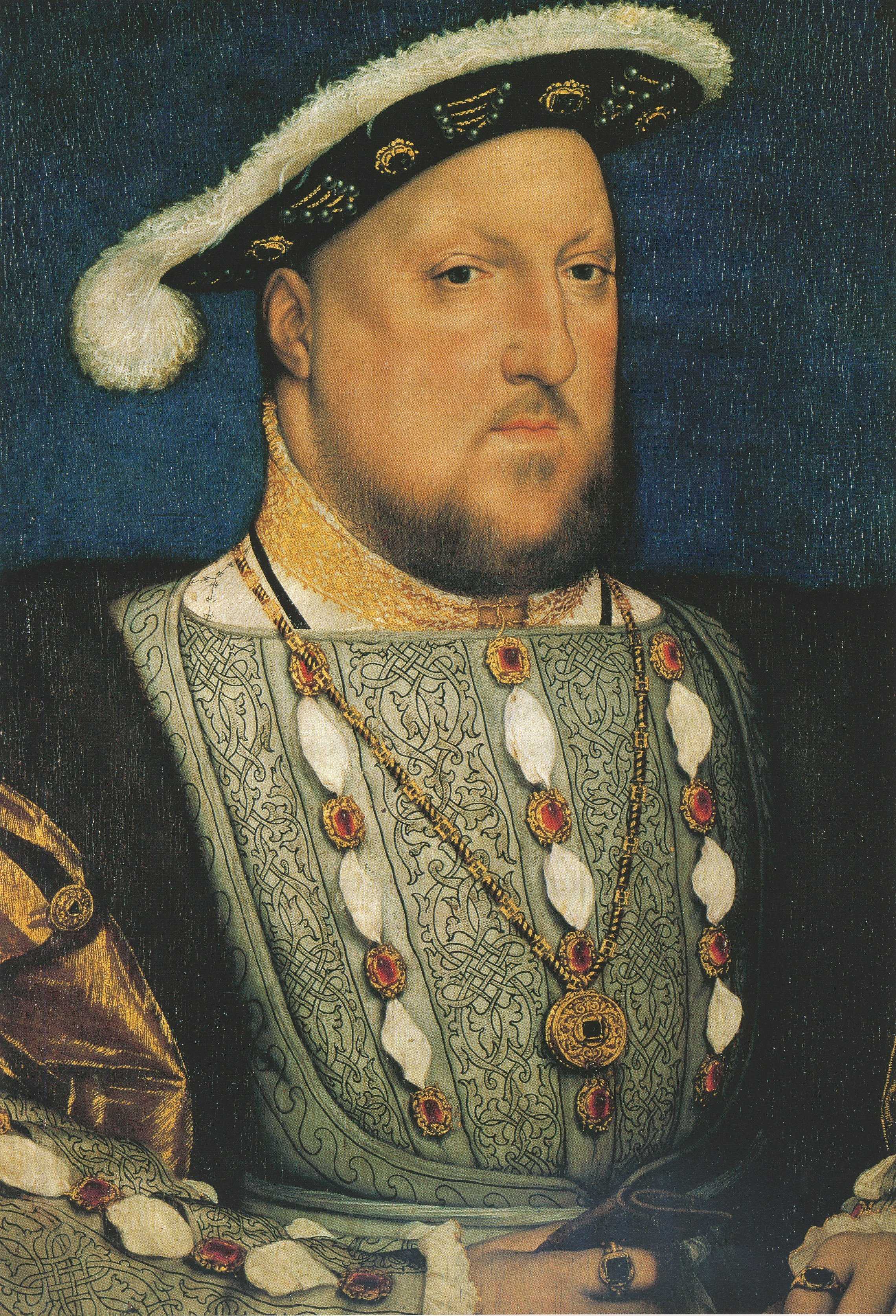
Henry VIII, av Hans Holbein den yngre, cirka 1536.

Anne Boleyn spelade en roll i Englands internationella relationer genom att befästa en allians med Frankrike. Hon hade god kontakt med den franska ambassadören Gilles de la Pommeraie. Anne och Henrik träffade den franske kungen i Calais vintern 1532, och Henrik hoppades få Frans I:s stöd för äktenskapet med henne. Henrik gav sin blivande maka en passande titel. Den 1 september 1532 tilldelades hon titeln markisinna av Pembroke, vilket gjorde henne till den mest betydelsefulla icke-kungliga kvinnan i riket. Pembroketiteln var viktig för familjen Tudor eftersom Henriks farfars bror Jasper Tudor hade haft titeln earl av Pembroke och Henrik utförde förläningen själv. Senare, när Anne hade avrättats, återtogs titeln.
Annes familj tjänade också på relationen. Hennes far, som redan var viscount Rochford, utsågs till earl av Wiltshire. Henrik lät även honom få titeln earl av Ormond, i samråd med Annes irländska kusiner. En storslagen bankett hölls för att fira detta och Anne satt på hedersplatsen bredvid kungen, en plats där drottningen vanligtvis satt. Tack vare Anne fick hennes syster, som blivit änka, en pension på 100 pund och Marys son Henry Carey fick sin utbildning vid ett ansett cistercienserkloster.
Mötet i Calais blev en politisk framgång och Frankrike gav Henrik och Anne sitt stöd. Kort efter att de hade återvänt till Dover gifte de sig i hemlighet. Anne blev snart gravid och som brukligt för kungligheter hölls ett andra bröllop, vilket ägde rum i London 25 januari 1533. I maj samma år ogiltigförklarade Cranmer kungens äktenskap med Katarina av Aragonien och förklarade Annes och Henriks äktenskap giltigt.

## Drottning av England (1533–1536)

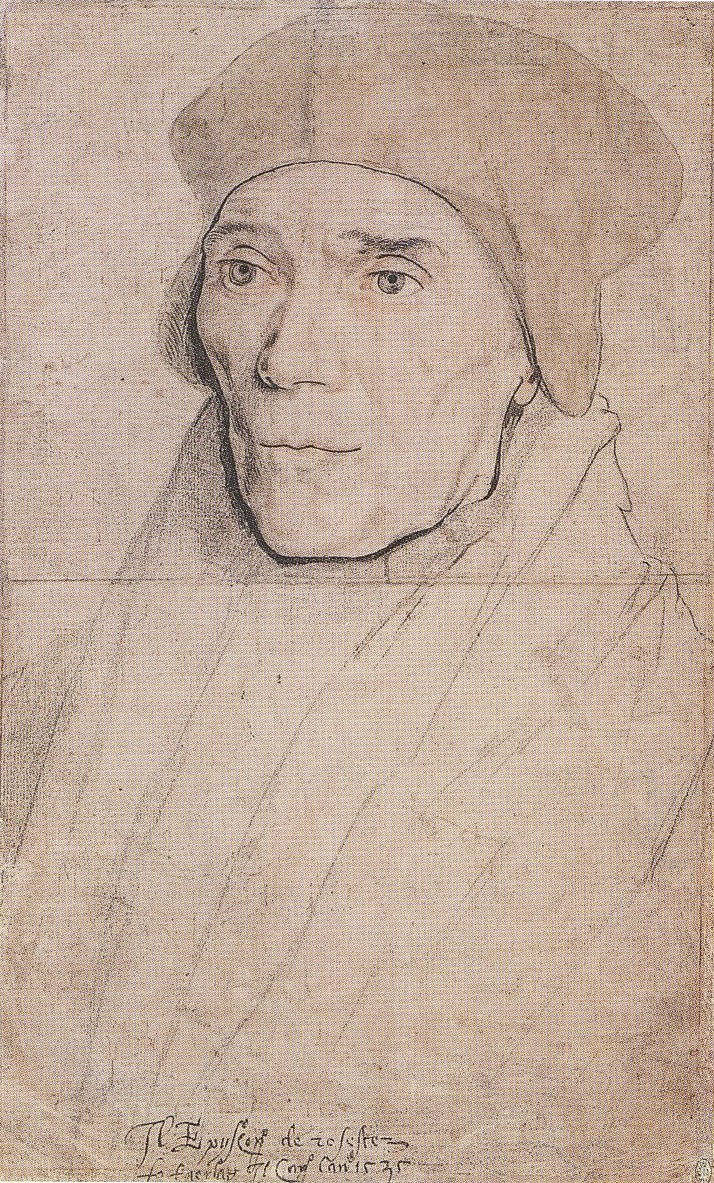
Biskop John Fisher, av Hans Holbein den yngre. Fisher vägrade erkänna Henrik VIII:s äktenskap med Anne Boleyn.

Katarina berövades titeln drottning och Anne kröntes till Englands drottning 1 juni 1533 i en storslagen ceremoni i Westminster Abbey, följt av en magnifik bankett. Föregående dag hade hon deltagit i en kunglig procession längs Londons gator, men folkets mottagande hade varit ljummet.
Det engelska underhuset förbjöd alla appeller till Rom och bestraffade alla som tog in påvliga bullor till England. Det var först då påven Klemens tog steget att utfärda en preliminär bannlysning mot kungen och Cranmer. Han fördömde äktenskapet med Anne och i mars 1534 förklarade han äktenskapet med Katarina giltigt samt beordrade Henrik att återvända till henne. Henrik krävde nu att alla hans undersåtar skulle svära den ed som hörde till 1534 års successionsakt, vilken underkände påvens auktoritet i juridiska frågor samt erkände Anne som drottning. De som vägrade detta, såsom Thomas More och biskopen John Fisher av Rochester, fängslades på Towern. I slutet av 1534 tillkännagav parlamentet att Henrik var den ende högste ledaren för den engelska kyrkan, som nu stod under Henriks kontroll, inte Roms.

### Barn
Efter sin kröning slog sig Anne till ro på kungens favoritresidens, Greenwich Palace, för att förbereda sig för barnets födelse. Barnet föddes, lite för tidigt, den 7 september 1533. Mellan klockan tre och fyra på eftermiddagen födde Anne en flicka, som fick namnet Elisabet, troligen efter Henriks mor Elisabet av York.
Den lilla prinsessan fick ett vackert dop, men Anne oroade sig för att Katarinas dotter Maria, som nu hade berövats titeln prinsessa och klassades som oäkting, utgjorde ett hot mot Elisabets position. Henrik lugnade henne genom att ta ifrån Maria många av hennes tjänare och skicka henne till Hatfield House, där Elisabet skulle bo med sina tjänare. Man tänkte sig att lantluften var bättre för spädbarnets hälsa. Anne besökte ofta sin dotter på Hatfield och andra residens.
Den nya drottningen hade flera tjänare än Katarina hade haft – mer än 250 stycken, alltifrån präster till stallpojkar. Hon hade 60 kammarjungfrur, som tjänade henne och följde med henne till olika tillställningar. Hon anställde även flera präster, som tjänstgjorde som hennes biktfäder, kaplaner och religiösa rådgivare. En av dessa var Matthew Parker, som skulle komma att bli en av dem som utformade det anglikanska tänkandet under Elisabet I:s regeringstid.

### Oense med kungen
Anne Boleyns intelligens samt politiska skarpsinne och framåtanda, som hade varit önskvärt hos en älskarinna, ansågs inte lika passande för en hustru. Hon ska vid ett tillfälle ha talat med sin morbror i ordalag ”som inte ens skulle användas till en hund”. Efter att hon hade fött ett dödfött barn eller fått missfall kring jul 1534 ska Henrik ha diskuterat med Cranmer och Cromwell om att kanske lämna Anne utan att behöva ta tillbaka Katarina. Det blev dock inget av det och det kungliga paret försonades och tillbringade sommaren 1535 tillsammans. I oktober var hon gravid igen.
Anne Boleyn styrde över ett storslaget hov. Hon slösade pengar på klänningar, juveler, huvudbonader, solfjädrar med strutsfjädrar, ridutrustning och möbler. Flera palats renoverades, för att passa hennes och Henriks extravaganta smak. Anne anklagades för sin makes tyranniska styre och kallades ”kungens hora” av vissa undersåtar. Allmänhetens uppfattning om henne försämrades ytterligare då kungaparet inte fick någon son och när hennes fiender Thomas More och biskop John Fisher avrättades ogillades hon än mer av allmänheten. Efter att hon hade anklagats och avrättats ändrades allmänhetens bild av henne och folk ogillade istället Henriks agerande mot henne.

## Avsättning och död

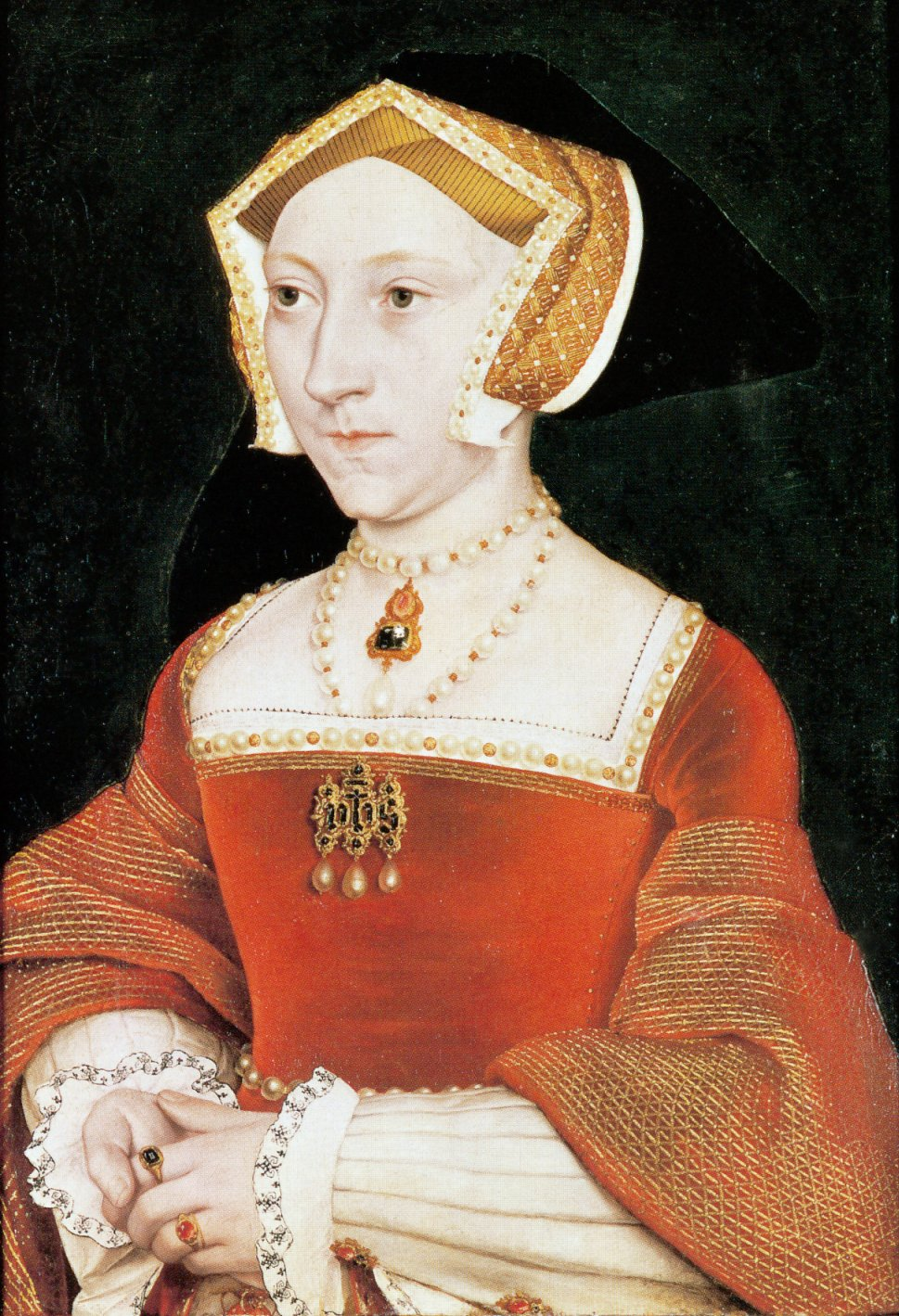
Jane Seymour blev Henriks tredje hustru kort efter Annes avrättning.

Den 8 januari 1536 nåddes Henrik och Anne av nyheten att Katarina av Aragonien var död och de gladdes över detta. Följande dag bar Henrik gult från topp till tå och firade hennes död. Anne försökte sluta fred med prinsessan Maria, men hon avvisade Anne, kanske på grund av de rykten, som gjorde gällande att Katarina skulle ha förgiftats av Anne och/eller Henrik. Dessa rykten uppkom efter att man vid Katarinas balsamering upptäckte att hennes hjärta var svartnat. Moderna medicinska experter är ense om att detta inte berodde på förgiftning, utan cancer, men det visste man inte vid denna tid.
Senare samma månad föll kungen av hästen under ett tornerspel och var medvetslös under två timmar, något som tros ha oroat Anne så mycket att det ledde till ett missfall fem dagar senare. Det skedde samma dag som Katarina begravdes i Peterborough Abbey. Enligt kejsarens ambassadör Eustace Chapuys hade hon varit gravid i tre och en halv månad och fostret tycks ha varit en pojke. Enligt Chapuys var detta början till slutet på det kungliga äktenskapet.
Författaren Mike Ashley har spekulerat i om Anne fick två dödfödda barn efter Elisabets födelse och missfallet som inträffade 1536. De flesta källor uppger endast Elisabets födelse i september 1533, ett möjligt missfall under sommaren 1534, och missfallet efter nästan fyra månaders havandeskap i januari 1536. Medan Anne återhämtade sig från missfallet förklarade Henrik att han hade blivit förledd att gifta sig genom ”sortilege” – en fransk term som kan syfta på ”bedrägeri” eller ”trollformler”. Hans nya mätress, Jane Seymour, flyttades snabbt in. Annes bror blev inte riddare av Strumpebandsorden, utan den äran gavs i stället till Sir Nicholas Carew.

### Anklagelser om äktenskapsbrott, incest och förräderi

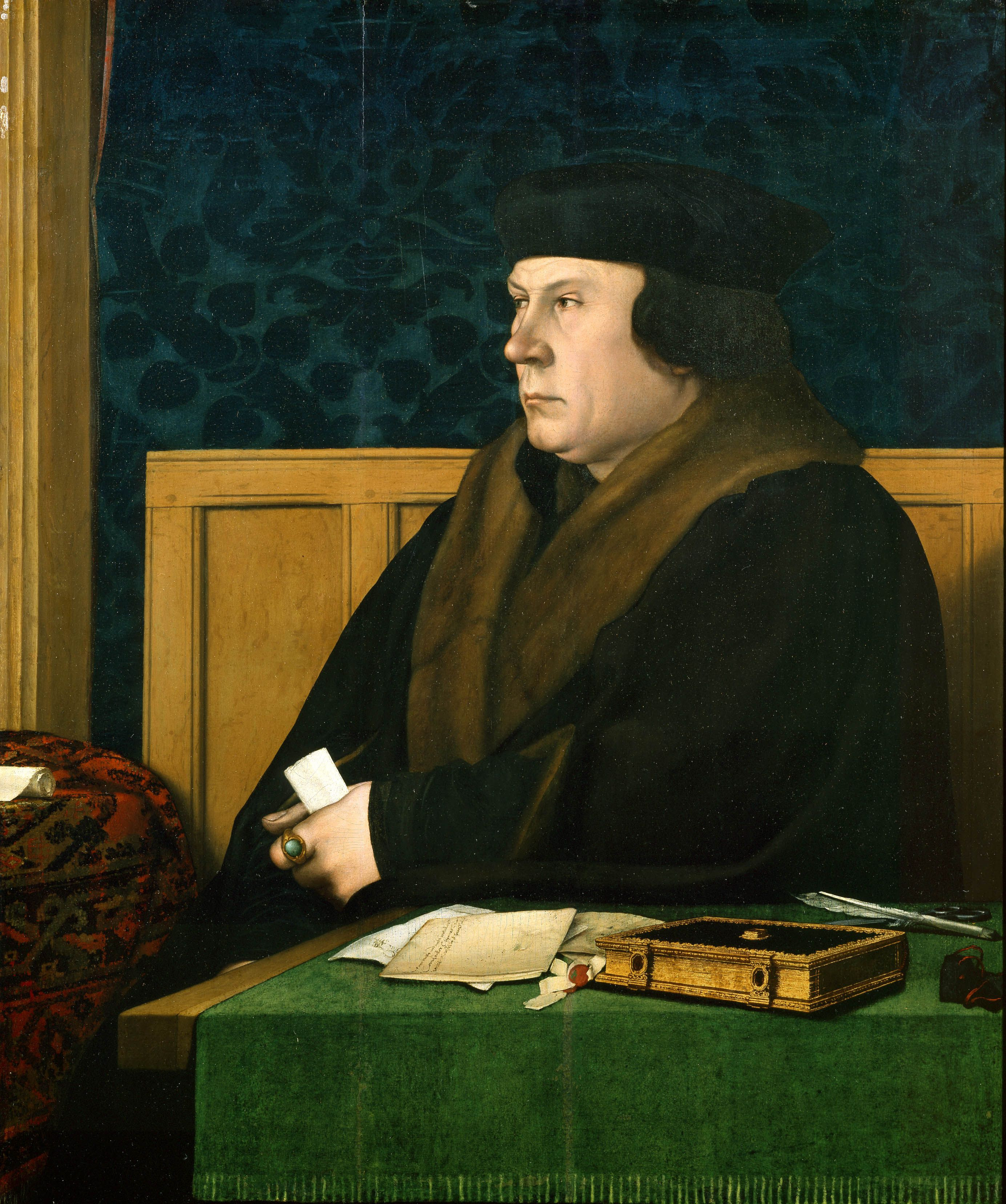
Thomas Cromwell, som en gång i tiden var Annes allierade, men som hon kom i konflikt med angående utrikespolitik och fördelningen av kyrkans rikedomar. Porträtt av Hans Holbein den yngre, cirka 1532.

I slutet av april arresterades den flamländske musikern Mark Smeaton och kan ha torterats eller lovats frihet mot ett erkännande. Han nekade till en början till att han skulle ha varit drottningens älskare, men erkände senare. En annan hovman, Henry Norris, greps 1 maj, men eftersom han var aristokrat kunde han inte bli torterad. Han nekade till anklagelserna och svor att drottning Anne var oskyldig. Sir Francis Weston greps två dagar senare. William Brereton greps också och anklagades för äktenskapsbrott. Den sist anklagade var drottning Annes egen bror, anklagad för incest och förräderi. Det påstods att han skulle ha haft en sexuell relation med sin syster. Detta skulle ha inträffat vid två tillfällen, i november 1535 i Whitehall och följande månad i Eltham.
Den 2 maj 1536 greps Anne och fördes till Towern. Där bröt hon samman och krävde att få veta var hennes far och bror fanns och vilka anklagelser som hade riktats mot henne. Fyra av de fängslade männen prövades i rättegång i Westminster den 12 maj. Weston, Brereton och Norris bedyrade offentligt sin oskuld och det var endast Smeaton som förklarade sig skyldig. Tre dagar senare hölls två separata rättegångar för syskonen Boleyn i Towern. Anne anklagades för äktenskapsbrott, incest och högförräderi. Drottningens påstådda äktenskapsbrott var i sig inte ett förräderi som krävde avrättning, dessa anklagelser var avsedda att ifrågasätta hennes moral. Förräderiet bestod i att hon skulle ha konspirerat tillsammans med sina påstådda älskare och gjort upp planer att döda kungen, för att sedan kunna gifta sig med Henry Norris.
Eric Ives är en av dem som menar att det var Thomas Cromwell, som hade utarbetat dessa planer att göra sig av med Anne. Hon var oense med Cromwell angående omfördelningen av kyrkans intäkter och utrikespolitiken samt menade att intäkterna borde gå till välgörenhet och utbildning. Dessutom ville hon ha en allians med Frankrike. Cromwell ville fylla kungens tömda kistor och föredrog en kejserlig allians. På grund av detta, menar Ives, hade Anne blivit ett hot mot Thomas Cromwell. John Schofield, som skrivit en biografi om Cromwell, menar å andra sidan att det inte hade funnits någon maktkamp dem emellan och att det inte finns några spår som tyder på att Cromwell hade konspirerat mot Anne. Cromwell blev inblandad i detta först när han blev beordrad av kungen.  Cromwell hittade inte på otrohetsanklagelserna, även om han och andra tjänstemän använde dem för att stödja Henriks anklagelser mot Anne. Historikern Retha Warnicke ifrågasätter om Cromwell kunde ha manipulerat kungen på ett sådant sätt. Det var Henrik som fattade besluten, hans tjänstemän, däribland Cromwell, bara utförde dem. Historiker är eniga om att resultatet blev en parodi på rättvisa; Anne Boleyn hade inte ens befunnit sig på de platser, vid de tidpunkter, där hon sades ha umgåtts med männen.

### De sista timmarna

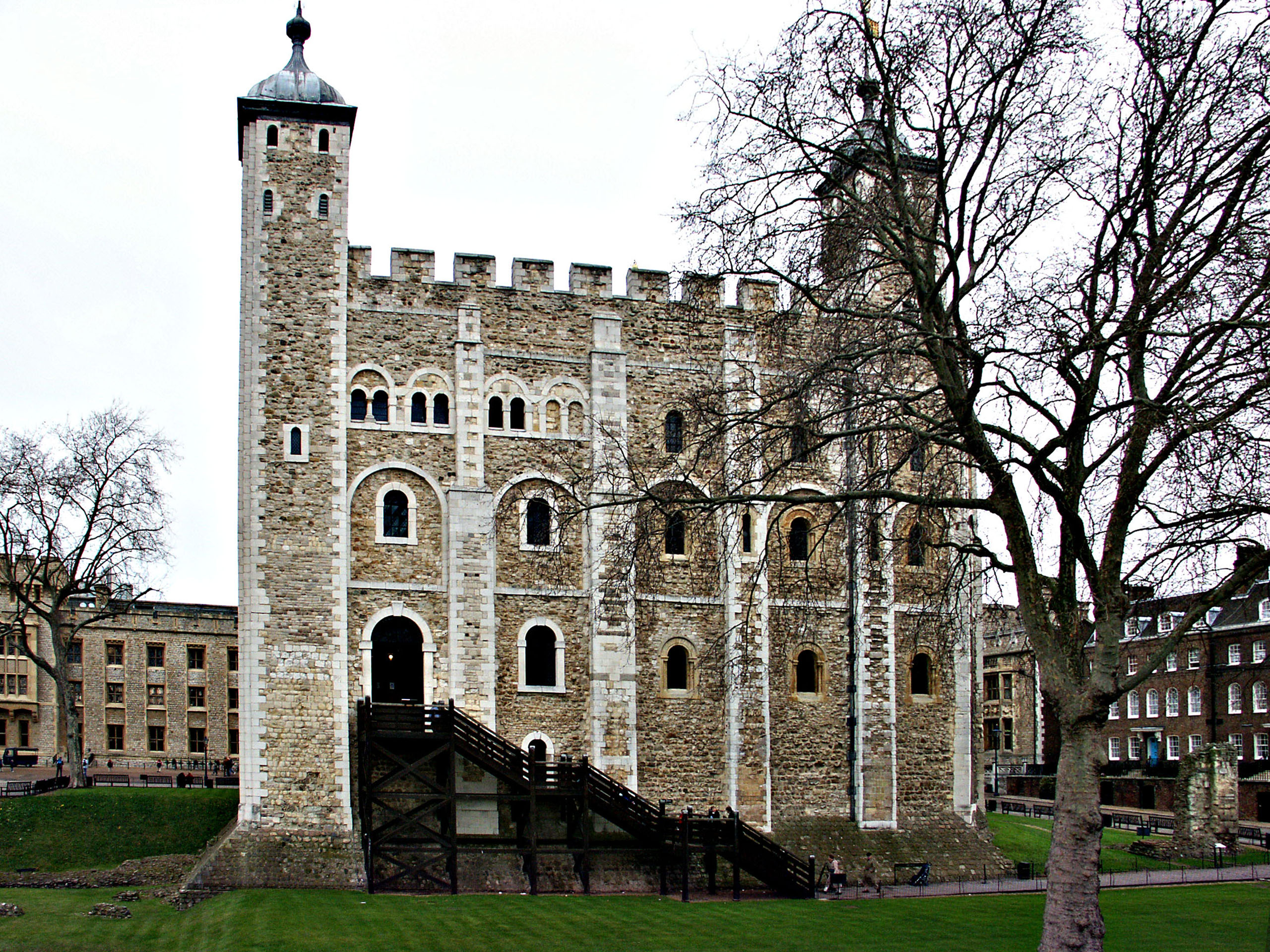
Anne Boleyn avrättades på en schavott som hade rests norr om White Tower.

Även om bevisen mot de anklagade inte var övertygande förklarades de skyldiga och dömdes till döden. George Boleyn och de andra anklagade männen avrättades den 17 maj 1536. Lord Kingston, som var Constable of the Tower, uppgav att Anne verkade glad och redo att möta döden. Kungen ändrade Annes straff från bränning på bål till halshuggning. Han anlitade en svärdsman från St Omer, så att hon inte skulle behöva bli avrättad med en enkel yxa. Drottningen ska ha sagt: ”Hr. Kingston, jag har fått höra att jag inte ska dö förrän vid klockan tolv på dagen, och det är jag ledsen för, eftersom jag trott att jag skulle vara död vid det laget, och mitt lidande över. Jag har hört att bödeln ska vara skicklig och jag har smal hals.”
På morgonen den 19 maj avrättades Anne Boleyn, inte på Tower Green, utan på en schavott som hade rests norr om White Tower, framför vad som nu är Waterloo Barracks. Hon bar en röd underklänning under en lös pälskantad dräkt i damast och en hermelinmantel. Tillsammans med två kvinnliga tjänare gick Anne sin sista vandring från Queen’s House till Tower Green och hon såg glad ut, som om hon inte skulle dö. Hon klev upp på schavotten och talade till folkmassan:
| ” | Goda kristna människor, jag har kommit hit för att dö, i enlighet med lagen, enligt lagen är jag dömd till döden, och därför säger jag inte emot det. Jag har inte kommit för att anklaga någon, eller att tala om varför jag anklagats och dömts att dö, men jag ber Gud att bevara konungen och ge honom en lång regeringstid över er, för en mer vänlig eller barmhärtig furste har det aldrig funnits: mot mig har han alltid varit en god, vänlig och suverän herre. Om någon skulle vilja blanda sig i detta ärende, så önskar jag att de ska döma för det bästa. Och nu lämnar jag världen och er och jag önskar av hela mitt hjärta att ni ber för mig. Må Herren vara mig nådig, jag överlämnar min själ till Gud. | „ |

Detta är en version av hennes tal, nedskrivet av Lancelot de Carles i Paris några veckor efter hennes död. Han hade varit i London, men inte bevittnat rättegången eller avrättningen. Alla redogörelserna liknar varandra och är med största sannolikhet mer eller mindre korrekta.

### Död och begravning

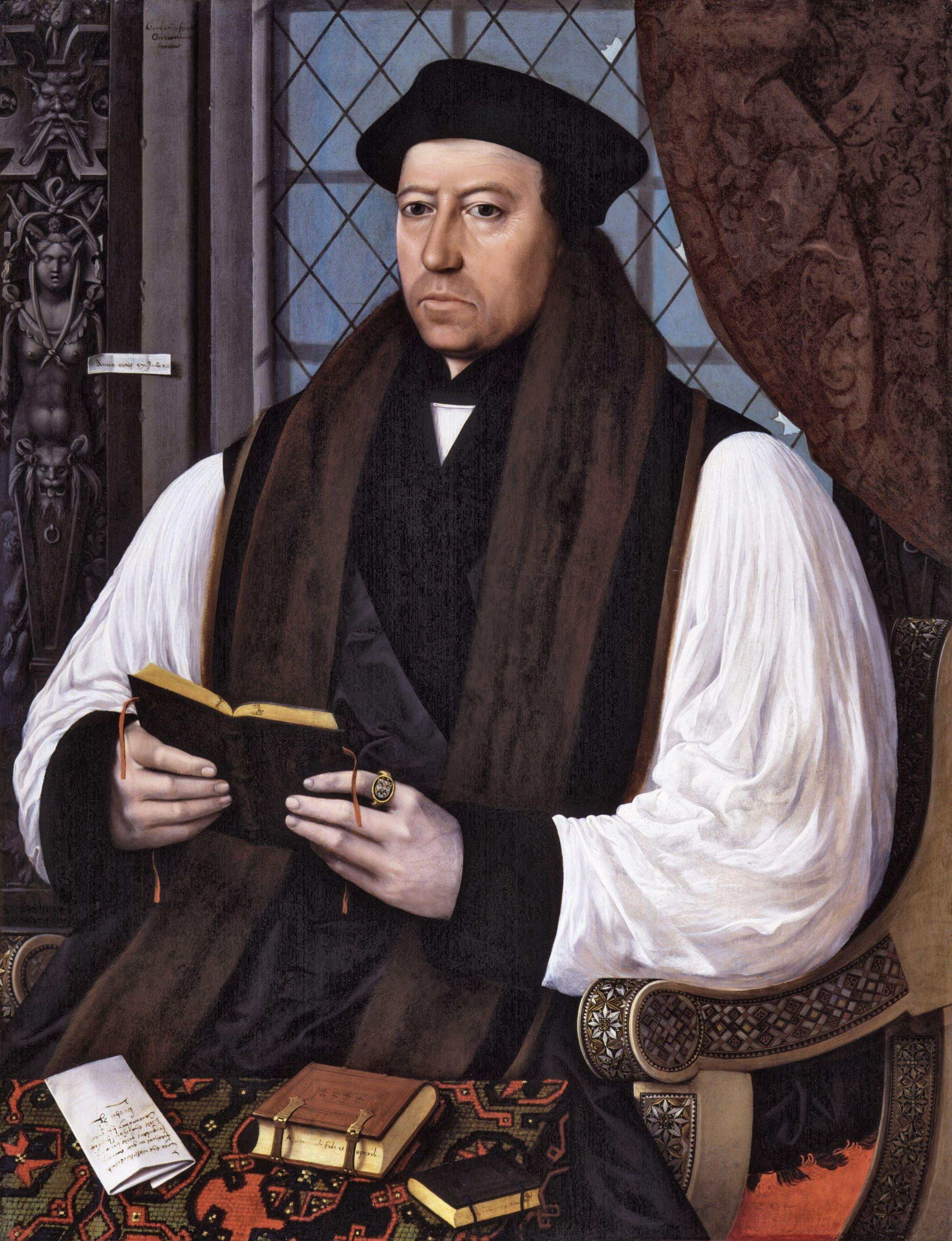
Thomas Cranmer försökte inte rädda Anne.

Hon böjde sig sedan framåt i stående position, på det franska avrättningssättet. När svärd användes behövdes inte något träblock. Hennes sista bön bestod i att hon upprepade ”Till Jesus Kristus överlämnar jag min själ; Herre Jesus ta emot min själ.” Hennes hovdamer tog av hennes huvudbonad och halsband och band sedan för hennes ögon. Halshuggningen gick snabbt, med ett enda hugg. Bödeln ska ha sagt ”Var är mitt svärd?” precis innan han högg, för att den dödsdömda skulle tro att hon hade en liten stund till att leva och därmed inte märka hur svärdet kom emot henne.
Cranmer var på Lambeth Palace, på andra sidan Themsen, tillsammans med den skotske reformatorn Alexander Ales, när han hörde de kanonskott som signalerade att drottningen var död. Han ska då ha sagt: ”Hon som varit drottning av England på jorden kommer idag bli drottning i himlen.” När anklagelserna först hade riktats mot Anne hade Cranmer uttryckt förvåning och menat att hon var oskyldig. Han kände sig dock sårbar genom sina nära band till drottningen. Natten före avrättningen förklarade han att Henriks äktenskap med Anne hade varit ogiltigt, precis som det med Katarina hade varit. Han försökte inte rädda Anne.
Henrik hade inte skaffat någon riktig kista åt Anne, så hennes kropp och huvud lades i en pillåda och begravdes i en omärkt grav i kapellet i St Peter ad Vincula. Hennes skelett upptäcktes under en renovering av kapellet under drottning Victorias regeringstid på 1800-talet och Annes sista viloplats är nu markerad i marmorgolvet.

## Eftermäle

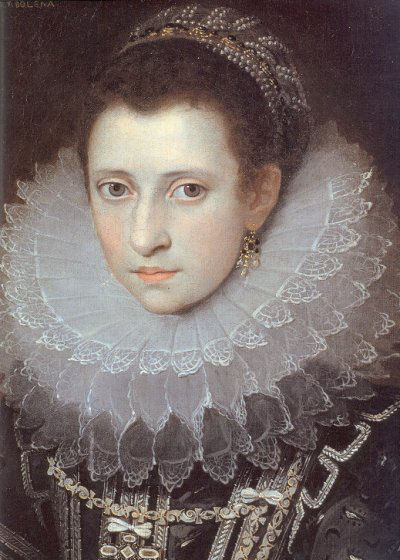
Ett romantiserat porträtt av Anne Boleyn, målat ett århundrade efter hennes död.

Efter Anne Boleyns död spreds många myter om henne. Många av dessa berättelser hade sin grund i antianglikanska verk skrivna av katoliker. Nicholas Sander, en katolsk recusant född cirka 1530, ville avsätta Elisabet I och återinrätta den katolska kyrkan i England. I ”De Origine ac Progressu schismatis Anglicani” (The Rise and Growth of the Anglican Schism) (på svenska ungefär Den anglikanska schismens uppkomst och framväxt), publicerad 1585, var han den första som skrev att Anne hade sex fingrar på sin högra hand. Eftersom kroppsliga deformationer på denna tid i allmänhet betraktades som ett tecken på ondska förefaller det otroligt att Henrik skulle ha blivit intresserad av henne om hon hade haft något sådant. Anne Boleyn beskrevs av sina samtida som intelligent och musikaliskt begåvad. Hon var även envis och stolt och vågade bråka med Henrik. Eric Ives har skrivit om de uppenbara motsägelserna i Annes persona:
| ” | Hon framstår som inkonsekvent – religiös, men ändå stridig, kalkylerande men ändå känslosam, en hovdams lätta beröring, men ändå med en politikers fasta grepp – men är detta vad hon var, eller enbart vad vi lyckas se genom vittnesutsagors oklarhet? Något angående hennes inre liv kommer vi aldrig riktigt veta, om inte nytt material mirakulöst skulle upptäckas. Vi får trots detta genom århundradena en bild av en kvinna som är märkligt tilldragande för det tidiga 2000-talet. En kvinna som av egen kraft, på sina egna villkor i en mansvärld; en kvinna som samlar sin utbildning, sin stil och sin närvaro för att överväga sitt köns nackdelar och som med alldaglig skönhet tar hovet och kungen med storm. Kanske är det till slut Thomas Cromwells bedömning som kommer henne närmast: intelligens, god inställning och mod. | „ |

Vid gravöppningen 1876 fann man inga kroppsliga avvikelser, en smal kroppsbyggnad, omkring 160 centimeters längd, med fint formade avsmalnande fingrar. Elisabet I ärvde helt klart sin mors kroppsbyggnad, längd, ansiktsform och händer. Det finns inte kvar några samtida porträtt av Anne Boleyn, det enda som finns är en medalj som gjordes 1534 för att fira hennes andra graviditet; den är dock väldigt skadad.
Efter att hennes dotter hade krönts till drottning, hyllades Anne som den engelska reformationens martyr och hjältinna, särskilt i John Foxes verk. Han menade att Anne hade räddat England från katolicismens ondska och att Gud hade bevisat hennes oskuld och dygd genom att se till att hennes dotter, Elisabet I, senare blev regerande drottning. Under århundradena har Anne inspirerat och omnämnts i åtskilliga populärkulturella verk. Detta har lett till att hon har funnits kvar i det folkliga medvetandet och har kallats ”den mest inflytelserika och betydelsefulla regentgemålen England någonsin haft”. På film och tv har hon porträtterats av skådespelare som Clara Kimball Young, Henny Porten, Merle Oberon, Geneviève Bujold, Dame Dorothy Tutin, Dame Joan Sutherland, Charlotte Rampling, Vanessa Redgrave, Helena Bonham Carter, Jodhi May, Natalie Portman och Natalie Dormer.
Nedslagskratern Boleyn på planeten Venus är uppkallad efter henne.

## Anfäder
|             |  |  |  |  |  |  |  |                  |  |  |  |  |  |  |  |                  |  |  |  |  |  |  |  | Geoffrey Boleyn   |
|             |  |  |  |  |  |  |  |                  |  |  |  |  |  |  |  |                  |  |  |  |  |  |  |  |                   |
|             |  |  |  |  |  |  |  |                  |  |  |  |  |  |  |  | William Boleyn   |  |  |  |  |  |  |  |                   |
|             |  |  |  |  |  |  |  |                  |  |  |  |  |  |  |  |                  |  |  |  |  |  |  |  |                   |
|             |  |  |  |  |  |  |  |                  |  |  |  |  |  |  |  |                  |  |  |  |  |  |  |  | Anne Hoo          |
|             |  |  |  |  |  |  |  |                  |  |  |  |  |  |  |  |                  |  |  |  |  |  |  |  |                   |
|             |  |  |  |  |  |  |  | Thomas Boleyn    |  |  |  |  |  |  |  |                  |  |  |  |  |  |  |  |                   |
|             |  |  |  |  |  |  |  |                  |  |  |  |  |  |  |  |                  |  |  |  |  |  |  |  |                   |
|             |  |  |  |  |  |  |  |                  |  |  |  |  |  |  |  |                  |  |  |  |  |  |  |  | Thomas Butler     |
|             |  |  |  |  |  |  |  |                  |  |  |  |  |  |  |  |                  |  |  |  |  |  |  |  |                   |
|             |  |  |  |  |  |  |  |                  |  |  |  |  |  |  |  | Margaret Butler  |  |  |  |  |  |  |  |                   |
|             |  |  |  |  |  |  |  |                  |  |  |  |  |  |  |  |                  |  |  |  |  |  |  |  |                   |
|             |  |  |  |  |  |  |  |                  |  |  |  |  |  |  |  |                  |  |  |  |  |  |  |  | Anne Hankford     |
|             |  |  |  |  |  |  |  |                  |  |  |  |  |  |  |  |                  |  |  |  |  |  |  |  |                   |
| Anne Boleyn |  |  |  |  |  |  |  |                  |  |  |  |  |  |  |  |                  |  |  |  |  |  |  |  |                   |
|             |  |  |  |  |  |  |  |                  |  |  |  |  |  |  |  |                  |  |  |  |  |  |  |  | John Howard       |
|             |  |  |  |  |  |  |  |                  |  |  |  |  |  |  |  |                  |  |  |  |  |  |  |  |                   |
|             |  |  |  |  |  |  |  |                  |  |  |  |  |  |  |  | Thomas Howard    |  |  |  |  |  |  |  |                   |
|             |  |  |  |  |  |  |  |                  |  |  |  |  |  |  |  |                  |  |  |  |  |  |  |  |                   |
|             |  |  |  |  |  |  |  |                  |  |  |  |  |  |  |  |                  |  |  |  |  |  |  |  | Catherine Moleyns |
|             |  |  |  |  |  |  |  |                  |  |  |  |  |  |  |  |                  |  |  |  |  |  |  |  |                   |
|             |  |  |  |  |  |  |  | Elizabeth Howard |  |  |  |  |  |  |  |                  |  |  |  |  |  |  |  |                   |
|             |  |  |  |  |  |  |  |                  |  |  |  |  |  |  |  |                  |  |  |  |  |  |  |  |                   |
|             |  |  |  |  |  |  |  |                  |  |  |  |  |  |  |  |                  |  |  |  |  |  |  |  | Frederick Tilney  |
|             |  |  |  |  |  |  |  |                  |  |  |  |  |  |  |  |                  |  |  |  |  |  |  |  |                   |
|             |  |  |  |  |  |  |  |                  |  |  |  |  |  |  |  | Elizabeth Tilney |  |  |  |  |  |  |  |                   |
|             |  |  |  |  |  |  |  |                  |  |  |  |  |  |  |  |                  |  |  |  |  |  |  |  |                   |
|             |  |  |  |  |  |  |  |                  |  |  |  |  |  |  |  |                  |  |  |  |  |  |  |  | Elizabeth Cheney  |
|             |  |  |  |  |  |  |  |                  |  |  |  |  |  |  |  |                  |  |  |  |  |  |  |  |                   |

## Anne Boleyn inom populärkultur
- Operan Anna Bolena av Donizetti
- Pjäsen Anne of the Thousand Days (1948) av Maxwell Anderson, som senare blev en film, Tusen dagarnas drottning (1969)
- Romanen Konkubinen av Norah Lofts
- Romanen Den andra systern Boleyn (2001) av Philippa Gregory, som har filmats två gånger, som The Other Boleyn Girl (2003) och Den andra systern Boleyn (2008)
- Tv-serien The Tudors (2007–2010)
- Komediserien The Office (2005), S2:A18 ”Take Your Daughter’s To Work Day”.